# Arctomyia sibirica
Arctomyia sibirica är en tvåvingeart som först beskrevs av Lundstrom 1915.  Arctomyia sibirica ingår i släktet Arctomyia och familjen fjädermyggor. Inga underarter finns listade i Catalogue of Life.